# Umberto Norsa
Umberto Norsa (Mantova, 16 dicembre 1866 – Mantova, 5 aprile 1943) è stato un letterato e poliglotta italiano.

## Biografia

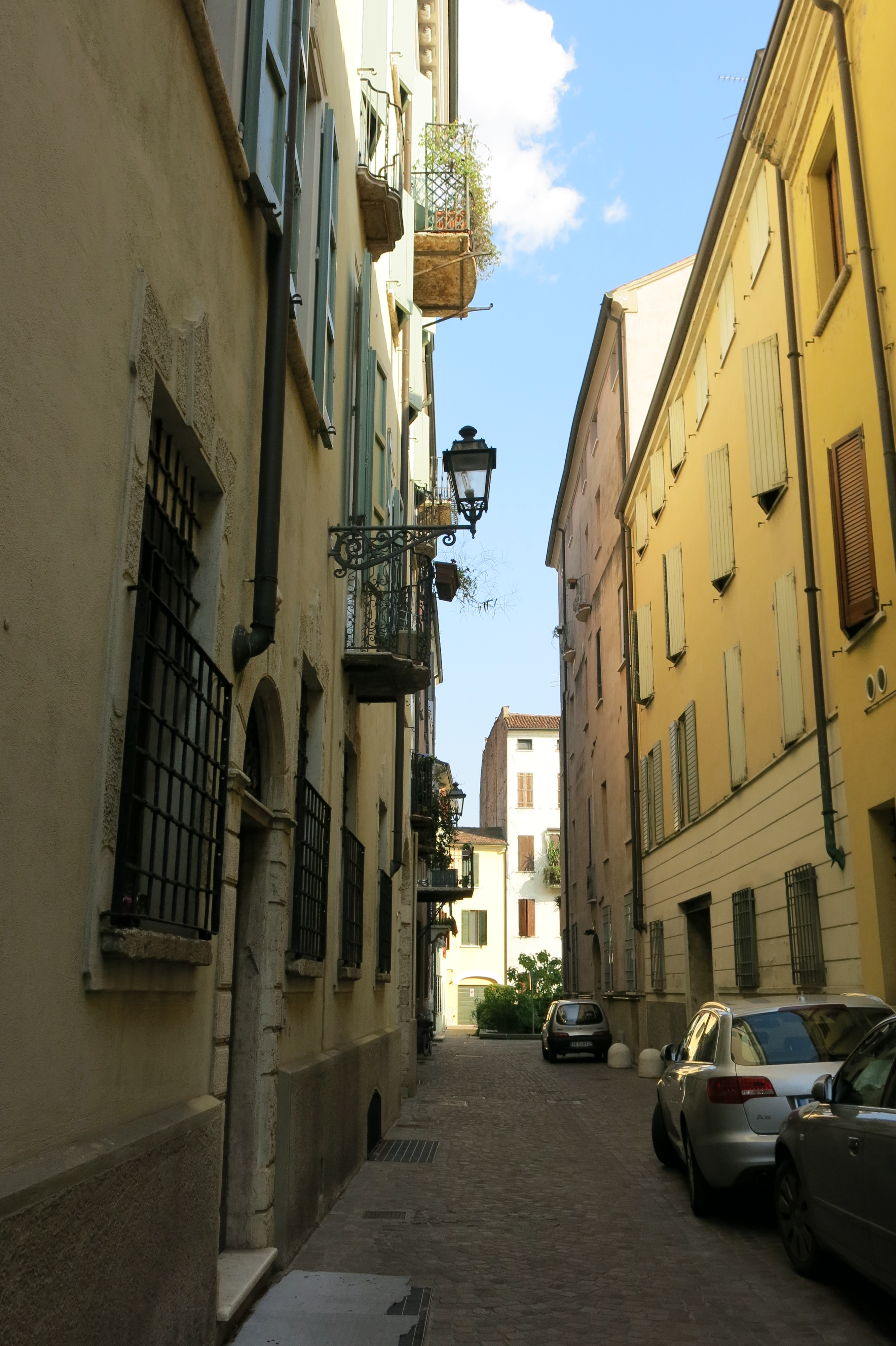
Mantova, via Umberto Norsa

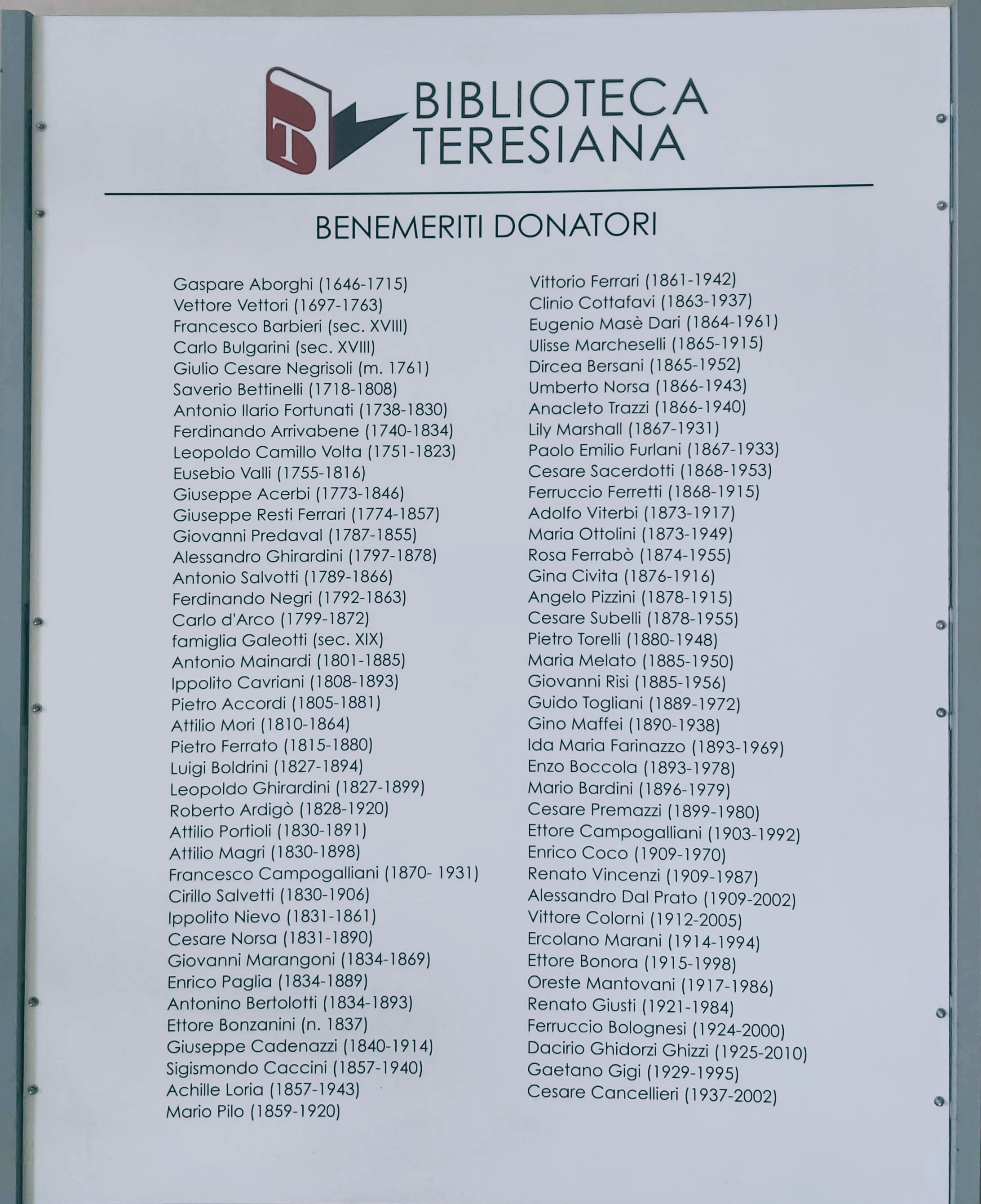
Umberto Norsa tra i donatori della Biblioteca Teresiana di Mantova

Nasce a Mantova da un'antica famiglia ebraica il 16 dicembre 1866. Frequenta il liceo ginnasio Virgilio, e fin dalla tenera età mostra una predisposizione naturale per lo studio delle materie umanistiche e linguistiche, tanto da ricevere nel 1881 la licenza ginnasiale d'onore. Il primo segnale della passione del giovane Umberto Norsa per la traduzione lo troviamo in una versione ritmica di una poesia di Gaio Valerio Catullo realizzata quando aveva sedici anni. Nel 1884, all'età di diciotto anni, egli ha già una buona padronanza della lingua tedesca tanto da cimentarsi in alcune traduzioni di autori come Heinrich Heine e Wilhelm von Humboldt.
Terminati gli studi liceali Norsa si iscrive, per accontentare il padre, alla facoltà di Legge dell'Università di Bologna dove però ha la possibilità di frequentare le lezioni tenute da Giosuè Carducci presso la facoltà di Lettere.
Inizia sempre in questi anni, assieme ad altri coetanei, lo studio della lingua polacca sotto la guida della nobile gentildonna Malvina Ogonowska, la quale, una volta apprese le qualità del suo alunno, sprona Umberto a continuare la strada intrapresa.
Durante il secondo anno di università Umberto Norsa inizia a studiare la lingua inglese con l'ausilio di un insegnante, e contemporaneamente affronta la traduzione delle opere di Percy Bysshe Shelley senza tralasciare il continuo studio del polacco.
Già dagli esordi giovanili è riscontrabile nella figura di Umberto Norsa una passione sia linguistica che estetica per la letteratura; egli vedeva nella traduzione un mezzo per godere pienamente la bellezza del pensiero delle opere straniere.
Nel 1888 Norsa si laurea in legge a pieni voti, ma continua la sua permanenza presso la città di Bologna ove segue il corso di volontariato come allievo ufficiale, durante il quale conosce il poeta sardo Sebastiano Satta.
Tornato nella città natia trova occupazione, per un breve lasso di tempo, presso un ufficio legale, che abbandona presto per dedicarsi pienamente ai suoi studi. Nell'anno fra il 1889 e il 1890 si cimenta nella traduzione di Percy Bysshe Shelley, Juliusz Słowacki e dell'autore ungherese Nikolaus Lenau. L'anno seguente egli pubblica una versione anonima della famosa ode La pianta sensitiva di Percy Bysshe Shelley su una rassegna letteraria di Catania; da questo momento in poi si concentrerà sulla traduzione di testi in prosa che, a suo parere, si prestano meglio ad una resa più fedele dell'opera.
Nel 1893 riceve la nomina di segretario del Gabinetto di Lettura di Mantova che manterrà fino al 1938; quando ne verrà allontanato a causa delle leggi razziali fasciste. Sempre nel 1893 inizia da autodidatta lo studio della lingua russa, e già nel 1894 si cimenta nella traduzione delle favole di Ivan Andreevič Krylov che pubblicherà solo nel 1919. Nel 1899 Umberto Norsa convola a nozze con Ernesta De Benedetti originaria di Acqui, dalla quale avrà due figli: una bambina nel 1900 e un bambino nel 1906.
Dal febbraio 1901 inizia gli studi della lingua sanscrita, e nel 1903 della lingua ungherese. Ha così inizio lo studio del poeta ungherese Sándor Petőfi, e di questi pubblica nel 1906 il ciclo lirico giovanile Nubi. Sempre in questo periodo incontra il critico d'arte, giornalista ed esperto di letteratura italiana Artúr Elek, ungherese, il quale diverrà l'unico suo vero amico.
Nel 1904 si dedica anche al poema epicedico In Memoriam di Alfred Tennyson la cui traduzione verrà pubblicata nel 1919.
Nel 1909, termina la versione di tutte le Poesie di Petőfi che Giovanni Pascoli accoglierà nella collana editoriale Biblioteca dei popoli nel 1912.
Nel 1906 inizia anche una vivace corrispondenza con un altro traduttore di Sándor Petőfi, Giuseppe Cassone, di Noto, che continuerà sino al 1908. In una lettera di Norsa a Cassone si può leggere:
"Uno di questi poeti per così dire seduttori, pochi anni addietro, mi diventò il Petőfi, dopo aver conosciuta l'eroica vita di lui anche dalle belle parole del Carducci e dopo averlo letto in traduzioni tedesche. [...] Prima per divertimento e poi per proposito - come succede quasi sempre - ho buttato giù la traduzione interlineare di tutto il canzoniere, della quale non so quel che avverrà perché l'incontentabilità mi tira sempre indietro, mi impedisce ogni caldo impeto e pochi più di me, credo, hanno tanto nemico il meglio.".
Nel 1914 Umbero Norsa rimane vedovo e l'anno seguente perde anche il padre. Nel 1916 si risposa con la dottoressa in lettere Giulia Artom, di Torino, con la quale si dedica alla traduzione dell'intero teatro degli autori greci Sofocle ed Eschilo. Nel dicembre del 1918 una grave malattia porta alla morte Giulia Artom; Norsa ne rimarrà profondamente turbato.
Dal 1921 si interessa all'autore e poeta indiano Kālidāsa e negli anni seguenti anche a Visnuçarman le cui traduzioni verranno pubblicate negli anni 1926 e 1935. Nel frattempo il lavoro sul sanscrito si rallenta e Umberto Norsa inizia uno studio mai terminato sulla lingua giapponese e su quella slovena, occupandosi inoltre della traduzione dei Salmi dalla lingua ebraica.
Nel 1928 il poliglotta riprende lo studio dell'ungherese, affiancando le traduzioni del Petőfi a quelle dell'amico János Arany. Qualche anno più tardi, nel 1931, affronta un terzo autore ungherese, Imre Madách e traduce il celebre poema La tregedia dell'uomo. Nel 1934 Norsa riceve un premio dall'Accademia d'Italia e da questo momento in poi si concentrerà sulle lingue studiate in gioventù: dal latino al greco allo spagnolo (studiato quando aveva 19 anni). 
Arriviamo al 1938, durante l'estate di questo anno lo studioso lamenta un offuscamento della vista, dovuto ad un principio di cataratta. Nello stesso anno si aggiunge l'amarezza delle leggi razziali fasciste, che sconfortano molto l'animo liberale del traduttore. Dovette lasciare l'incarico di segretario del Gabinetto di lettura di Mantova, al pari di quella di socio dell'Accademia nazionale virgiliana. Al 1941 risalgono gli ultimi studi di Norsa sui classici greci; l'anno seguente, completamente cieco ma ancora lucidissimo, è costretto ad abbandonare suo malgrado gli amati libri.
Dal gennaio del 1943 è obbligato a rimanere a letto, e il 5 aprile 1943 Umberto Norsa si spegne nella sua casa mantovana .
La sua morte rimase inosservata in Italia a causa delle disposizioni razziali che ne vietarono anche il semplice avviso funebre. A Budapest invece, vennero pubblicati diversi necrologi su svariate riviste a sottolineare il contributo dato da Norsa alla divulgazione degli autori ungheresi. 
I libri di Umberto Norsa, dopo la morte furono provvidenzialmente messi al sicuro presso la Biblioteca comunale Teresiana della città virgiliana. A liberazione avvenuta saranno restituiti al figlio Ugo dal sindaco di Mantova, il 30 luglio 1945, per essere poi donati alla Biblioteca Teresiana, dagli eredi Norsa, nel 2010. Il fondo è costituito da 2305 volumi, per lo più di carattere linguistico, s dall'archivio privato.